# Walter Payton
College Football Hall of Fame 1996
Pro Football Hall of Fame 1993
(en) Statistiques sur pro-football-reference
Pour les articles homonymes, voir Payton.
Walter Jerry Payton, né le 25 juillet 1954 à Columbia dans le Mississippi et mort le 1er novembre 1999 à South Barrington dans l'Illinois, est un joueur de football américain évoluant au poste de running back et ayant effectué l'intégralité de sa carrière aux Bears de Chicago. Il est considéré comme l'un des meilleurs joueurs de tous les temps à son poste.

## Carrière

### Carrière universitaire
À sa sortie de la Jefferson High School, Payton était déjà reconnu comme l'un des meilleurs espoirs du pays. Il intégra l'université de Jackson State où il établit durant son cursus un nouveau record pour la NCAA au niveau du nombre de touchdowns inscrits à la course (65). Cependant, malgré ses résultats et son étonnante agilité et capacité à feinter les défenseurs adverses, il ne finit en 1975 qu'à la quatrième place dans le vote pour le trophée Heisman.

### Carrière professionnelle
Titulaire d'un diplôme en communication, Payton se présenta à la draft organisée par la National Football League en 1975. Comme pour le vote du trophée Heisman, il fut choisi en quatrième position par les Bears de Chicago. Sa première saison fut relativement décevante puisqu'il ne couvrit que 679 yards à la course, marquant tout de même 7 touchdowns. Il ne fallut toutefois pas attendre longtemps pour assister à une réaction de sa part. Dès sa deuxième saison, il franchit la barre des 1 000 yards à la course, ajoutant à cette performance 13 touchdowns.
La saison de la consécration personnelle fut la suivante, la saison 1977, durant laquelle il courut pour plus de 1 800 yards et marqua 16 touchdowns. Cette remarquable saison lui valut l'honneur d'être élu Most Valuable Player de la NFL. Cependant, le succès n'était pas complet car sur le plan collectif, les Bears s'étaient qualifiés de justesse pour les playoffs, perdant d'ailleurs très largement au premier tour contre les futurs champions, les Cowboys de Dallas.
Le changement intervint quelques années plus tard avec la nomination de Mike Ditka au poste d'entraîneur en chef des Bears en 1982. Les Bears, qui ne s'étaient qualifiés pour les playoffs qu'à deux reprises depuis l'arrivée de Payton, devinrent alors l'une des meilleures équipes de la NFL, avec un Walter Payton toujours aussi régulier au fil des saisons. Ce dernier en profitera d'ailleurs pour battre, en 1984, le mythique record de Jim Brown concernant le nombre total de yards gagnés à la course sur une carrière.
Il continua sur sa lancée lors de la saison 1985 en totalisant plus de 1 500 yards au sol mais surtout en menant son équipe à un bilan remarquable de quinze victoires pour une seule défaite, soit de très loin le meilleur bilan d'une équipe cette saison-là. Les Bears confirmèrent leur supériorité lors des playoffs, ponctuant ceux-ci par une large victoire lors du Super Bowl XX contre les Patriots de la Nouvelle-Angleterre (46 points à 10). Mais Payton ne brilla pas lors de ce match, les Patriots ayant focalisé leur attention défensive sur lui. Il n'en reste pas moins l'un des grands artisans de la victoire de Chicago en 1985.
Ne baissant pas de régime, Walter Payton amassa 1 333 yards lors de la saison 1986. Il conduisit ainsi son équipe à une deuxième saison consécutive en tant que meilleure équipe de la ligue, à égalité avec les Giants de New York (quatorze victoires pour deux défaites). Mais, à la différence des Giants qui allaient remporter le Super Bowl, les Bears s'écroulèrent lors de leur premier match de playoff contre les Redskins de Washington.
Usé par la fatigue, Payton annonça à l'entame de la saison 1987 que celle-ci serait sa dernière effectuée au plus haut niveau. Sur le plan personnel, il partagea le rôle de running back avec le rookie Neal Anderson, choisi par les Bears comme son successeur. Les Bears effectuèrent encore une belle saison (onze victoires pour quatre défaites) mais perdirent une nouvelle fois lors de leur premier match de playoff contre les Redskins de Washington qui allaient plus tard remporter le Super Bowl. Walter Payton se retira donc à l'issue de match.
Au total, sur l'ensemble de sa carrière, Walter Payton a couru pour 16 726 yards et marqué 110 touchdowns. Pour lui rendre hommage, les Bears ont retiré son célèbre numéro 34 qui ne pourra plus ainsi être porté par un joueur de Chicago. La ligue lui a ensuite rendu aussi hommage en l'intronisant au Pro Football Hall of Fame dès 1993, ce qui constitue l'une des accessions les plus rapides de l'histoire. Dans le célèbre classement des 100 meilleurs joueurs de l'histoire paru en 1999 dans The Sporting News, Payton figure à une probante huitième position.
En février 1999, Walter Payton annonça avoir une grave lésion au foie qui dégénérait en cancer. En attente d'une transplantation d'organe, il déclina une offre lui permettant de passer en tête des listes d'attente. Il meurt le 1er novembre 1999 des complications de sa maladie.

## Statistiques
| Année  | Équipe           | MJ     |       | Courses | Courses | Courses | Courses |       | Passes réceptionnées | Passes réceptionnées | Passes réceptionnées | Passes réceptionnées |
| Année  | Équipe           | MJ     | Nb.   | Yards   | Moy.    | TD      | Nb.     | Yards | Moy.                 | TD                   |                      |                      |
| 1975   | Bears de Chicago | 13     | 196   | 679     | 3,5     | 7       | 33      | 213   | 6,5                  | 0                    |                      |                      |
| 1976   | Bears de Chicago | 14     | 311   | 1 390   | 4,5     | 13      | 15      | 149   | 9,9                  | 0                    |                      |                      |
| 1977   | Bears de Chicago | 14     | 339   | 1 852   | 5,5     | 14      | 27      | 269   | 10                   | 2                    |                      |                      |
| 1978   | Bears de Chicago | 16     | 333   | 1 395   | 4,2     | 11      | 50      | 480   | 9,6                  | 0                    |                      |                      |
| 1979   | Bears de Chicago | 16     | 369   | 1 610   | 4,4     | 14      | 31      | 313   | 10,1                 | 2                    |                      |                      |
| 1980   | Bears de Chicago | 16     | 317   | 1 460   | 4,6     | 6       | 46      | 367   | 8                    | 1                    |                      |                      |
| 1981   | Bears de Chicago | 16     | 339   | 1 222   | 3,6     | 6       | 41      | 379   | 9,2                  | 2                    |                      |                      |
| 1982   | Bears de Chicago | 9      | 148   | 596     | 4       | 1       | 32      | 311   | 9,7                  | 0                    |                      |                      |
| 1983   | Bears de Chicago | 16     | 314   | 1 421   | 4,5     | 6       | 53      | 607   | 11,5                 | 2                    |                      |                      |
| 1984   | Bears de Chicago | 16     | 381   | 1 684   | 4,4     | 11      | 45      | 368   | 8,2                  | 0                    |                      |                      |
| 1985   | Bears de Chicago | 16     | 324   | 1 551   | 4,8     | 9       | 49      | 483   | 9,9                  | 2                    |                      |                      |
| 1986   | Bears de Chicago | 16     | 321   | 1 333   | 4,2     | 8       | 37      | 382   | 10,3                 | 3                    |                      |                      |
| 1987   | Bears de Chicago | 12     | 146   | 533     | 3,7     | 4       | 33      | 217   | 6,6                  | 1                    |                      |                      |
| Totaux | Totaux           | Totaux | 3 838 | 16 726  | 4,4     | 110     | 492     | 4 538 | 9,2                  | 15                   |                      |                      |

## Palmarès
- MVP de la NFL en 1977
- Vainqueur du Super Bowl en 1985 avec les Bears
- Sélectionné neuf fois au Pro Bowl : 1976-1980, 1983-1986

## Honneurs
Deux prix, parmi les plus prestigieux du football américain, portent le nom de Walter Payton :
- Le Walter Payton Man of the Year Award (Prix « Walter Payton » de l'homme de l'année) est remis annuellement par la National Football League et récompense un joueur qui excelle et s'implique dans une œuvre caritative en dehors du terrain. Walter Payton a lui-même remporté ce prix en 1977.
- Le Walter Payton Award récompense chaque année le meilleur joueur offensif universitaire de NCAA Division I FCS (anciennement Division I-AA).

L'astéroïde (85386) Payton porte également son nom.